# Shanwei
| Shanwei                                                                             |                                      |
| Fläche - Gesamtfläche - Anteil an der Fläche Guangdongs                             | 4.862 km² 2,7 %                      |
| Bevölkerung - Einwohner - Anteil an der Bevölkerung Guangdongs - Bevölkerungsdichte | 2.738.482 (2020) 2,2 % 563 Einw./km² |
| BIP                                                                                 | 17,64 Mrd. RMB                       |
| Postleitzahl                                                                        | 516600                               |
| Vorwahl                                                                             | 0660                                 |
| Kfz-Kennzeichen                                                                     | 粤 N                                 |
| Lage von Shanwei in der chinesischen Provinz Guangdong                              |                                      |
| Lage von Shanwei in der chinesischen Provinz Guangdong                              |                                      |

Shanwei (chinesisch 汕尾市, Pinyin Shànwěi Shì) ist eine bezirksfreie Stadt an der chinesischen Südküste in der Provinz Guangdong.

## Verwaltungsgliederung
Die Stadt Shanwei setzt sich aus einem Stadtbezirk, einer kreisfreien Stadt und zwei Kreisen zusammen (Stand: Zensus 2020):
- (1) Stadtbezirk Chengqu (城区 chengqu: der Stadtbezirk heißt "Stadtbezirk"), 392 km², 450.959 Einwohner;
- (2) Stadt Lufeng (陆丰市), 1.701 km², 1.235.827 Einwohner;
- (3) Kreis Haifeng (海丰县), 1.783 km², 802.454 Einwohner, Hauptort: Großgemeinde Haicheng (海城镇);
- (4) Kreis Luhe (陆河县), 986 km², 249.242 Einwohner, Hauptort: Großgemeinde Hetian (河田镇).

## Geographie

### Lage
Shanwei ist eine bezirksfreie Stadt an der Küste Guangdongs. Sie liegt etwa auf halber Strecke zwischen Hongkong/Shenzhen und Shantou/Chaozhou. Angrenzende bezirksfreien Städte sind Huizhou im Westen, Heyuan und Meizhou im Norden und Jieyang im Osten. Im Süden grenzt sie an das Südchinesische Meer.

### Klima
Das Klima in Shanwei ist subtropisch und ozeanisch.
Die Durchschnittstemperaturen liegen im Januar bei 14,4 °C und im Juli bei 28,1 °C. Die Niederschläge betragen 1930 mm/a. In der Nähe von Luhe übersteigen die Niederschläge pro Jahr 2600 mm und in vielen anderen Teilen der Stadt 2000 mm deutlich und gehören damit zu den höchsten in Guangdong. Im Sommer und Herbst gibt es gelegentlich Taifune.

## Verkehr
In Shanwei befindet sich ein wichtiger Hafen für Import und Export. Es gibt auch Schiffverbindungen nach Hongkong, Shanghai und Guangzhou. Die Entfernung auf dem Seeweg nach Guangzhou beträgt 179 Seemeilen (332 km).
Durch die bezirksfreie Stadt entlang an den beiden größeren Orten Shanwei und Lufeng verläuft die Autobahn von Shenzhen nach Shantou (深汕高速).
Es gibt in Shanwei keinen Flughafen, aber seit 2013 im Landkreis Haifeng die Bahnhöfe Shanwei und Houmen sowie in der Stadt Lufeng den Bahnhof Lufeng der Xiamen-Shenzhen-Eisenbahnlinie.

## Wirtschaft

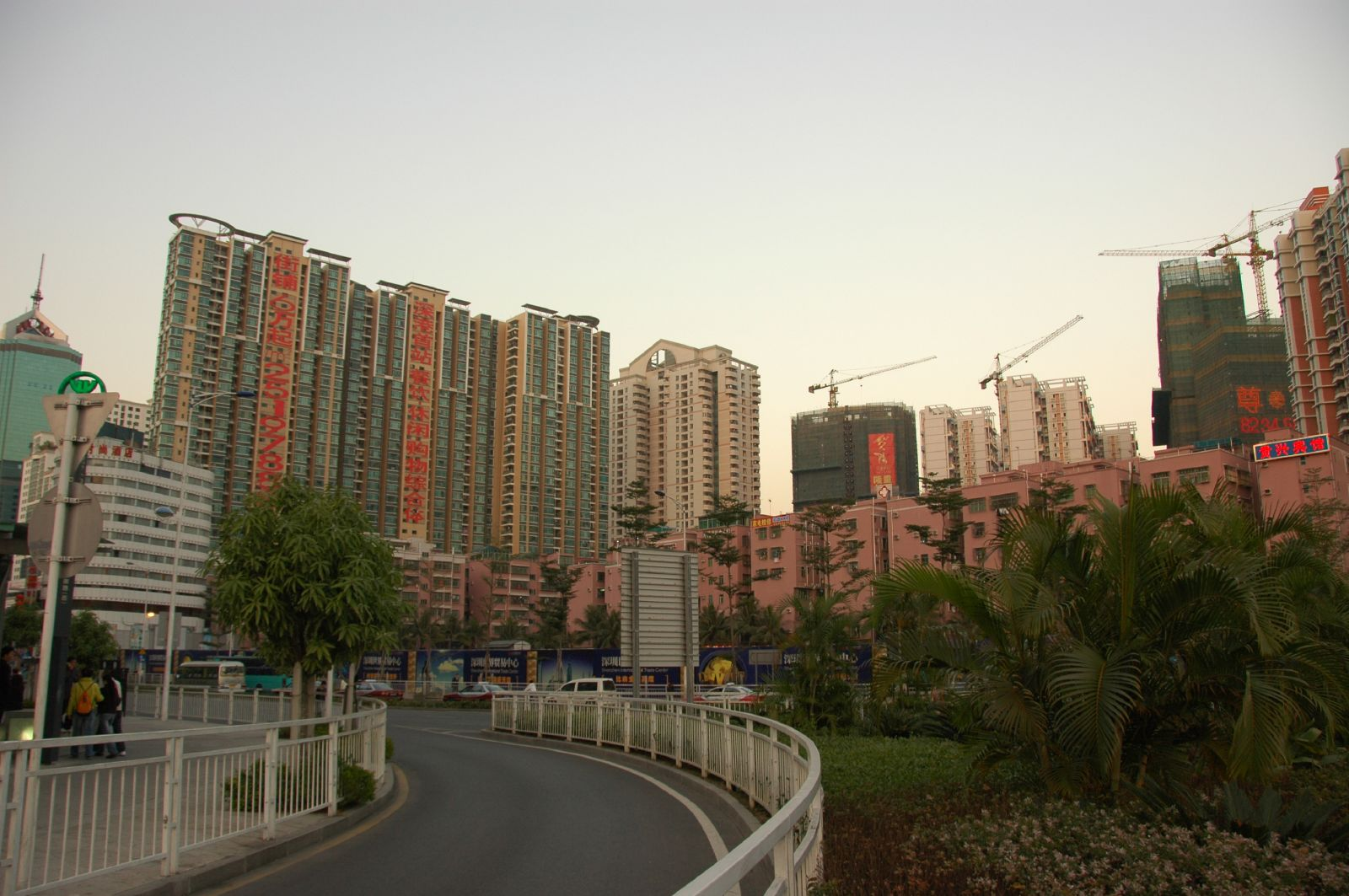
Shanwei

Wichtige landwirtschaftliche Produkte sind Reis und Kartoffeln. Auch Fischfang ist ein wichtiger Zweig der Wirtschaft in Shanwei.
In der Industrie dominieren Schiffbau, Meeresprodukte und Fischereizubehör.
Shanwei ist auch ein wichtiger Produzent von Salz.